# Бърнинг Пойнт
Бърнинг Пойнт (на английски: Burning Point) е финландска пауър метъл група от град Оулу. Бърнинг Пойнт съчетава музикалността на класиците Accept, Black Sabbath и Judas Priest със страстта на Children Of Bodom. Създадена е през 1999 г.

## История
Групата е основана през 1999 г. в Оулу, Финландия, от басиста Юка Кирьо и китариста Пете Ахонен.
През 2014 г. към групата се присъединява Ните Вало, която преди това е била вокалист на групата Battle Beast. Вало си сътрудничи с групата още през 2013 г., когато китаристът Пете Ахонен я моли да помогне при записването за няколко от песните на групата. В крайна сметка, Ахонен кани Вало да се присъедини към групата, след като той се оттегля от позицията си на вокалист.

## Участници

### Настоящи
- Лука Стурниоло – вокал
- Пете Ахонен – китара, вокал
- Пека Коливури – китара
- Мати Халонен – клавир
- Ярко Пусо – бас
- Томас Яаатинен – барабани

### Бивши
- Юка Йокикоко – бас
- Юка Кирьо – бас
- Тони Кансаноя – бас
- Яри Кайпонен – барабани
- Ните Вало – вокал
- Сами Ниман – бас
- Ярко Вейсенен – клавир
- Юси Онтеро – барабани, клавир

## Дискография

### Албуми
- Salvation by Fire (2001)
- Feeding the Flames (2003)
- Burned Down the Enemy (2006/2007)
- Empyre (2009)
- The Ignitor (2012)
- Burning Point (2015)
- The Blaze (2016)
- Arsonist of the Soul (2021)

### Сингли
- To Hell and Back (2004)

### Компилации
- The Best (2013)